# Makito Yoshida
Makito Yoshida (吉田 眞紀人 Yoshida Makito?), född 20 oktober 1992 i Chiba prefektur, är en japansk fotbollsspelare.
Yoshida började sin karriär 2011 i Nagoya Grampus. Efter Nagoya Grampus spelade han för Matsumoto Yamaga FC, Mito HollyHock, JEF United Chiba, FC Machida Zelvia och Ehime FC.